# Klasyfikacja leków stosowanych w ciąży
Klasyfikacja leków stosowanych w ciąży – klasyfikacja mająca na celu określenie ryzyka uszkodzenia płodu w wyniku działania leku przyjmowanego, zgodnie z zaleceniem lekarza, przez matkę w ciąży.
Klasyczna klasyfikacja amerykańska (FDA) i australijska (ADEC) mają znaczenie międzynarodowe.
W Polsce, w literaturze, stosowana jest klasyczna klasyfikacja amerykańska, natomiast w charakterystykach produktów leczniczych stosowana jest klasyfikacja opisowa Europejskiej Agencji Leków.

## Klasyfikacja amerykańska

### Klasyczna klasyfikacja amerykańska
Została sporządzona przez amerykańską Agencję Żywności i Leków (FDA) w 1979 roku. Nie zawiera ona żadnych informacji o ryzyku związanym z lekiem i jego metabolitami zawartymi w mleku matki.
| Klasyfikacja FDA leków stosowanych w ciąży | |
| Kategoria                                  | Definicja |
| A                                          | Badania z grupą kontrolną nie wykazały istnienia ryzyka dla płodu w I trymestrze i możliwość uszkodzenia płodu wydaje się mało prawdopodobna. |
| B                                          | Badania na zwierzętach nie wskazują na istnienie ryzyka dla płodu, ale nie przeprowadzono badań z grupą kontrolną u ludzi, lub badania na zwierzętach wykazały działanie niepożądane na płód, ale badania w grupie kobiet ciężarnych nie potwierdziły istnienia ryzyka dla płodu.                |
| C                                          | Badania na zwierzętach wykazały działanie teratogenne lub zabójcze dla płodu, ale nie przeprowadzono badań z grupą kontrolną kobiet lub nie przeprowadzono odpowiednich badań ani na zwierzętach, ani na ludziach.                                                                               |
| D                                          | Istnieją dowody na niekorzystne działanie leku na płód, ale w pewnych sytuacjach klinicznych potencjalne korzyści z jego zastosowania przewyższają ryzyko (na przykład w stanach zagrażających życiu lub chorobach, w których inne, bezpieczne leki nie mogą być stosowane lub są nieskuteczne). |
| X                                          | Badania przeprowadzone na zwierzętach lub ludziach wykazały nieprawidłowości płodu w wyniku stosowania danego leku albo istnieją dowody na niekorzystne działanie leku na płód ludzki i ryzyko zdecydowanie przewyższa potencjalne korzyści z jego zastosowania.                                 |
| N                                          | Lek niesklasyfikowany. |

### Nowa klasyfikacja amerykańska
W 2014 roku Agencja Żywności i Leków wprowadziła nową klasyfikację leków zastępując dotychczasowe kody literowe trzema opisowymi rozdziałami w ulotce informacyjnej o lekach – „Ciąża”, „Laktacja” oraz „Zdolności rozrodcze kobiet i mężczyzn”. Zmiana klasyfikacji, która weszła w życie od 30 czerwca 2015 roku, dotyczyła także wszystkich leków będących w tym momencie w trakcie rejestracji.

## Klasyfikacja australijska
Klasyfikacja australijska (ADEC) w przeciwieństwie do klasyfikacji FDA nie jest hierarchiczna. Kategorie B1, B2 i B3 są oparte na danych uzyskanych podczas badań na zwierzętach z powodu braku odpowiednich informacji u człowieka. Przynależność leku do kategorii B nie oznacza, że jest ob bezpieczniejszy od leku z kategorii C, natomiast przynależność na kategorii D nie oznacza bezwzględnego przeciwwskazania do pobierania leku w ciąży.
| Klasyfikacja ADEC leków stosowanych w ciąży | |
| Kategoria                                   | Definicja |
| A                                           | Leki które stosowano u dużej liczby kobiet w ciąży albo kobiet w wieku rozrodczym i nie obserwowano wzrostu częstości powstawania wad albo innych bezpośrednich lub niebezpiecznych działań szkodliwych dla płodu. |
| B1                                          | Leki które stosowano tylko u ograniczonej liczby kobiet w ciąży albo kobiet w wieku rozrodczym i nie obserwowano wzrostu częstości powstawania wad albo innych bezpośrednich lub niebezpiecznych działań szkodliwych dla płodu. Badania na zwierzętach nie wskazują na istnienie zwiększonej częstości uszkodzeń płodu.                                                    |
| B2                                          | Leki które stosowano tylko u ograniczonej liczby kobiet w ciąży albo kobiet w wieku rozrodczym i nie obserwowano wzrostu częstości powstawania wad albo innych bezpośrednich lub niebezpiecznych działań szkodliwych dla płodu. Badania na zwierzętach są niepełne albo ich brak, ale dostępne dane nie wskazują na istnienie zwiększonej częstości uszkodzeń płodu.       |
| B3                                          | Leki które stosowano tylko u ograniczonej liczby kobiet w ciąży albo kobiet w wieku rozrodczym i nie obserwowano wzrostu częstości powstawania wad albo innych bezpośrednich lub niebezpiecznych działań szkodliwych dla płodu. Badania na zwierzętach wskazują na istnienie zwiększonej częstości uszkodzeń płodu, przy czym znaczenie tych badań nie jest pewne u ludzi. |
| C                                           | Leki, które spowodowały większą częstotliwość występowania deformacji dla nieodwracalnych uszkodzeń ludzkich płodów, lub też są o to podejrzane, albo można po nich oczekiwać takiego działania. Działania te mogą być odwracalne. |
| D                                           | Leki, które ze względu na swoje właściwości farmakologiczne, wywierały szkodliwe działanie na ludzkie płody albo noworodki, lub też są o to podejrzane, albo można po nich oczekiwać takiego działania. Leki te mogą również wywoływać niepożądane działania farmakologiczne.                                                                                              |
| X                                           | Leki, których stosowanie niesie za sobą tak wysokie ryzyko spowodowania trwałych uszkodzeń płodu, że nie powinny być zarówno stosowane w ciąży jak i w sytuacji kiedy istnieje możliwość, że kobieta może być w ciąży. |

## Klasyfikacja europejska
Klasyfikacja wyłącznie opisowa, przeznaczona do umieszczania w odpowiednim rozdziale charakterystyki produktu leczniczego, a kategorie mają znaczenie jedynie porządkujące, stosowana jest również przez Światową Organizację Zdrowia (WHO).
| Klasyfikacja EMA leków stosowanych w ciąży | |
| Kategoria                                  | Definicja |
| 1                                          | Na podstawie danych dotyczących stosowania u ludzi lek wywołuje wady wrodzone gdy jest stosowany w okresie ciąży lub wywiera szkodliwe działanie farmakologiczne na przebieg ciąży lub rozwój płodu lub noworodka. Lek jest przeciwwskazany do stosowania w okresie ciąży lub podczas określonego trymestru ciąży. Kobiety w wieku rozrodczym powinny bezwzględnie stosować skuteczną metodę antykoncepcji w trakcie i odpowiedni okres po okresie leczenia.                                                                                         |
| 2A                                         | Na podstawie danych dotyczących stosowania u ludzi przypuszcza się lub istnieje podejrzenie, że lek wywołuje wady wrodzone gdy jest podawany podczas ciąży. Leku nie należy stosować w okresie ciąży lub podczas określonego trymestru ciąży, chyba że stan kliniczny kobiety wymaga jego podawania. Badania na zwierzętach wykazały szkodliwy wpływ na reprodukcję. Kobiety w wieku rozrodczym powinny bezwzględnie stosować skuteczną metodę antykoncepcji w trakcie i odpowiedni okres po okresie leczenia.                                       |
| 2B                                         | Na podstawie danych dotyczących stosowania u ludzi przypuszcza się lub istnieje podejrzenie, że lek wywołuje wady wrodzone gdy jest podawany podczas ciąży. Leku nie należy stosować w okresie ciąży lub podczas określonego trymestru ciąży, chyba że stan kliniczny kobiety wymaga jego podawania. Badania na zwierzętach dotyczące szkodliwego wpływu na reprodukcję są niewystarczające. Kobiety w wieku rozrodczym powinny bezwzględnie stosować skuteczną metodę antykoncepcji w trakcie i odpowiedni okres po okresie leczenia.               |
| 3                                          | Na podstawie danych dotyczących stosowania u ludzi przypuszcza się lub istnieje podejrzenie, że lek wywołuje wady wrodzone gdy jest podawany podczas ciąży. Leku nie należy stosować w okresie ciąży lub podczas określonego trymestru ciąży, chyba że stan kliniczny kobiety wymaga jego podawania. Badania na zwierzętach nie wykazały bezpośredniego ani pośredniego szkodliwego wpływu na reprodukcję. Kobiety w wieku rozrodczym powinny bezwzględnie stosować skuteczną metodę antykoncepcji w trakcie i odpowiedni okres po okresie leczenia. |
| 4A                                         | Brak danych lub istnieją tylko ograniczone dane dotyczące stosowania leku u kobiet w okresie ciąży. Badania na zwierzętach wykazały szkodliwy wpływ na reprodukcję. Lek nie jest zalecany do stosowania w okresie ciąży lub podczas określonego trymestru ciąży, oraz u kobiet w wieku rozrodczym nie stosujących skutecznej metody antykoncepcji. |
| 4B                                         | Brak danych lub istnieją tylko ograniczone dane dotyczące stosowania leku u kobiet w okresie ciąży. Badania na zwierzętach dotyczące szkodliwego wpływu na reprodukcję są niewystarczające. Lek nie jest zalecany do stosowania w okresie ciąży lub podczas określonego trymestru ciąży, oraz u kobiet w wieku rozrodczym nie stosujących skutecznej metody antykoncepcji. |
| 5                                          | Brak danych lub istnieją tylko ograniczone dane (mniej niż 300 kobiet w ciąży) dotyczące stosowania leku u kobiet w okresie ciąży. Badania na zwierzętach nie wykazały bezpośredniego lub pośredniego szkodliwego wpływu na reprodukcję. W celu zachowania ostrożności zaleca się unikanie stosowania leku w okresie ciąży lub podczas określonego trymestru ciąży. |
| 6A                                         | Dane otrzymane z ograniczonej liczby (300-1000 kobiet w ciąży) zastosowań produktu w okresie ciąży nie wskazują, że lek wywołuje wady rozwojowe lub działa szkodliwie na płód lub noworodka. Badania na zwierzętach wykazały szkodliwy wpływ na reprodukcję. W celu zachowania ostrożności zaleca się unikanie stosowania leku w okresie ciąży lub podczas określonego trymestru ciąży. |
| 6B                                         | Dane otrzymane z ograniczonej liczby (300-1000 kobiet w ciąży) zastosowań produktu w okresie ciąży nie wskazują, że lek wywołuje wady rozwojowe lub działa szkodliwie na płód lub noworodka. Badania na zwierzętach dotyczące szkodliwego wpływu na reprodukcję są niewystarczające. W celu zachowania ostrożności zaleca się unikanie stosowania leku w okresie ciąży lub podczas określonego trymestru ciąży. |
| 7                                          | Dane otrzymane z ograniczonej liczby (300-1000 kobiet w ciąży) zastosowań produktu w okresie ciąży nie wskazują, że lek wywołuje wady rozwojowe lub działa szkodliwie na płód lub noworodka. Badania na zwierzętach nie wykazują szkodliwego wpływu na reprodukcję. Można rozważyć stosowanie leku w okresie ciąży lub podczas określonego trymestru ciąży jeśli jest to konieczne. |
| 8                                          | Dane otrzymane z dużej liczby (ponad 1000 kobiet w ciąży) zastosowań produktu w okresie ciąży wskazują, że lek nie wywołuje wad rozwojowych i nie działa szkodliwie na płód oraz noworodka. Lek może być stosowany w okresie ciąży lub podczas określonego trymestru ciąży jeśli wymaga tego stan kliniczny. |
| 9                                          | Nie należy się spodziewać wpływu na ciążę, ponieważ ekspozycja ogólnoustrojowa na lek jest minimalna. Produkt może być stosowany w okresie ciąży. |

## Klasyfikacja niemiecka
W Niemczech stworzono „Czerwoną listę” (niem. Rote Liste), która umożliwia ocenę ryzyka przyjmowania leków w ciąży. „Czerwona lista” zawiera informacje na temat stosowania leków w okresie karmienia piersią, jednakże nie są oparte na faktach, i w każdym przypadku, kiedy stwierdzono przechodzenie leków do mleka matki kwalifikuje się je jako niewskazane.
| Czerwona lista leków stosowanych w ciąży | |
| Grupa                                    | Definicja |
| 1                                        | Brak podejrzenia embriotoksycznego i teratogennego działania leku powszechnie stosowanego u ludzi. Badania na zwierzętach nie dostarczyły informacji o działaniu embriotoksycznym i teratogennym.                                                            |
| 2                                        | Brak podejrzenia embriotoksycznego i teratogennego działania leku powszechnie stosowanego u ludzi. |
| 3                                        | Brak podejrzenia embriotoksycznego i teratogennego działania leku powszechnie stosowanego u ludzi. Badania na zwierzętach dostarczyły informacji o działaniu embriotoksycznym i teratogennym, jednakże informacje te wydają się być bez znaczenia dla ludzi. |
| 4                                        | Brak wystarczającej informacji o stosowaniu leku u ludzi. Badania na zwierzętach nie dostarczyły informacji o działaniu embriotoksycznym i teratogennym. |
| 5                                        | Brak wystarczającej informacji o stosowaniu leku u ludzi. |
| 6                                        | Brak wystarczającej informacji o stosowaniu leku u ludzi. Badania na zwierzętach dostarczyły informacji o działaniu embriotoksycznym i teratogennym. |
| 7                                        | Istnieje ryzyko działania embriotoksycznego i teratogennego podczas I trymestru ciąży u ludzi. |
| 8                                        | Istnieje ryzyko działania embriotoksycznego i teratogennego podczas II i III trymestru ciąży u ludzi. |
| 9                                        | Istnieje ryzyko powikłań okołoporodowych oraz wad wrodzonych u ludzi. |
| 10                                       | Istnieje ryzyko niepożądanych działań swoistych dla hormonów na płód u ludzi. |
| 11                                       | Istnieje ryzyko działań mutagennych lub karcynogennych u ludzi. |